# Antyioh Dmitrijevics Kantyemir
Antyioh Dmitrijevics Kantyemir (orosz nyelven: Антиох Дмитриевич Кантемир, Konstantinápoly, 1708. szeptember 10. [21.] –  Párizs, 1744. március 31. [április 11.]) moldáv-orosz költő, diplomata. Irodalomtörténeti jelentőségűek a francia minták szerint írt szatirái.

## Élete és munkássága
II. Demeter moldvai fejedelem fia volt. 1711-ben családjával együtt Oroszországba költözött, ahol a cár birtokokat és hercegi címet adományozott apjának. A fiú Szentpéterváron nevelkedett, gondos nevelésben részesült. Az 1725-ben megnyílt szentpétervári Akadémia nyugatról meghívott neves tanárainál, köztük Daniel Bernoullinál is tanult. Kezdetben katonai pályára küldték, majd 1732 elejétől külföldön teljesített diplomáciai szolgálatot: előbb londoni követ, majd 1738-tól haláláig párizsi követ volt.
Írói működését próza-fordításokkal kezdte 1725-ben, majd Nicolas Boileau néhány szatíráját hazai környezetbe helyezve és versbe szedve fordította oroszra. 1727–28-ban politikai tárgyú epigrammákat írt, 1729-től pedig saját szatírákkal jelentkezett, amelyek azonban csak kéziratokban terjedtek. Eredeti munkáiban I. Péter cár  reformjainak (örökségének) védelmezőjeként lépett fel, kipellengérezte az egyház és a nemesség újításokkal szemben álló alakjait. 1730-ban lefordította Bernard Fontenelle, a Francia Akadémia tagjának nevezetes asztronómiai értekezését: Entretiens sur la pluralité des mondes, 1686; (magyar címe: Beszélgetések a világok sokaságáról). Ez a fordítása 1740-ben jelent meg.
Külföldi szolgálata idején ókori szerzőktől fordított (Horatius, Anakreón), több eredeti szatírát írt, de művei otthoni kinyomtatását nem tudta elérni. Tregyiakovszkijnak az orosz verselés megújítását szorgalmazó gondolatait („Новый и краткий способ к сложению российских стихов”, 1735) nem fogadta el; 1743-ban közölt válaszában megmaradt a régi, nehézkes verselés hívének.
Műveit, fordításait, ismeretségét Montesquieu-vel az udvarnál rossz szemmel nézték, de értékes diplomáciai kapcsolatai és az osztrák örökösödési háború idején kifejtett fontos tevékenysége miatt nem mozdították el pozíciójából.
Irodalomtörténeti szempontból legfontosabbak szatírái, melyek utat törtek a klasszicista irodalom ezen fontos műfaja számára az orosz irodalomban.